# Monterotondo
Monterotondo es una localidad italiana de la provincia de Roma, región de Lacio, con 38.612 habitantes.

## Evolución demográfica
| Gráfica de evolución demográfica de Monterotondo entre 1861 y 2001 |
|                                                                    |
| Fuente ISTAT - elaboración gráfica de Wikipedia                    |